# 台灣國際會展產業展覽會
台灣國際會展產業展覽會（簡稱）是在台灣台北市舉行的專業性會展，由中華民國對外貿易發展協會主辦，於2009年11月19日首度舉行，主要是以整合業界資源，齊聚會議、展覽、獎勵旅遊業者於同一展示平台，以提升會展產業之深度及廣度為重要的主軸。

## 會展源起
- 為了有效地提升國內會展產業之國際競爭力，促使中華民國會展產業邁入新紀元，台灣擁有許多具實力的製造業和地理優勢，且有優良的展館、人才和硬體設施以及相關產業的配合發展，整合業界資源，齊聚會議、展覽、獎勵旅遊業者於同一展示平台，以提升會展產業之深度及廣度為目的。

## 展覽分區

### 會展設施區
展覽館、會議中心、旅館及其他綜合展演場所，聚集台灣知名的飯店業者、會議中心、展覽中心和宴會廳等，展示各個場地所能提供的設施和服務，滿足不同會展的需求。

### 會展業者區
會議公司、展覽公司、公關媒體公司、國家或地區觀光推廣機構、公協會，提供辦理展覽、籌備會議和行銷活動等專業服務的廠商。

### 裝潢設計區
設計及裝潢公司、設備租賃公司、裝潢材料業者，聚集台灣一流的裝潢設計、展場設計、空間設計、主題設計等廠商，展出最新設計材料的應用作品，以及如何將環保概念落實在會展設計上。

### 其他服務業者區
報關運輸物流公司、旅行社、餐飲服務公司、周邊娛樂設施、軟體服務公司、人力派遣公司、航空公司、交通運輸公司、印刷出版商、錄影、錄音業者、禮品贈品公司、財務、法務及保全等，舉辦會展需要周邊軟硬體的廠商，一起共襄盛舉，舉凡紀念品、印刷、交通和旅行社，都是會展不可或缺的夥伴。

### 教育訓練區及綜合服務區
會展人員教育訓練機構及其他服務業者。人才是構成會展產業最主要的核心關鍵。

### 城市形象區
展示亞洲舉辦會議、獎勵旅遊、展覽的首選城市地區。

## 展覽歷史
第一屆（2009年11月19日─12月20日）
第二屆（2010年10月6日─10月8日）
- 台灣國際會展產業展覽會的參展廠商，國內有100家，國外有5家共105家廠商及學校參展，並且國內外廠商共利用了236個攤位展出，

## 需要改善的地方

### 門票問題
為了配合城市形象區活動，所造成的噪音影響，連帶影響部份廠商招商。

### 形象與品質
為了配合城市形象區活動，不免會被質疑「國際專業展覽」成為另一個「叫賣的菜市場」。

## 外部連結
- （英文）（繁體中文）台灣國際會展產業展覽會入口網站 （页面存档备份，存于）